# Rio Coveş
O Rio Coveş é um rio da Romênia, afluente do Hârtibaciu, localizado no distrito de Sibiu.